# Vallberget, Tavelsjö

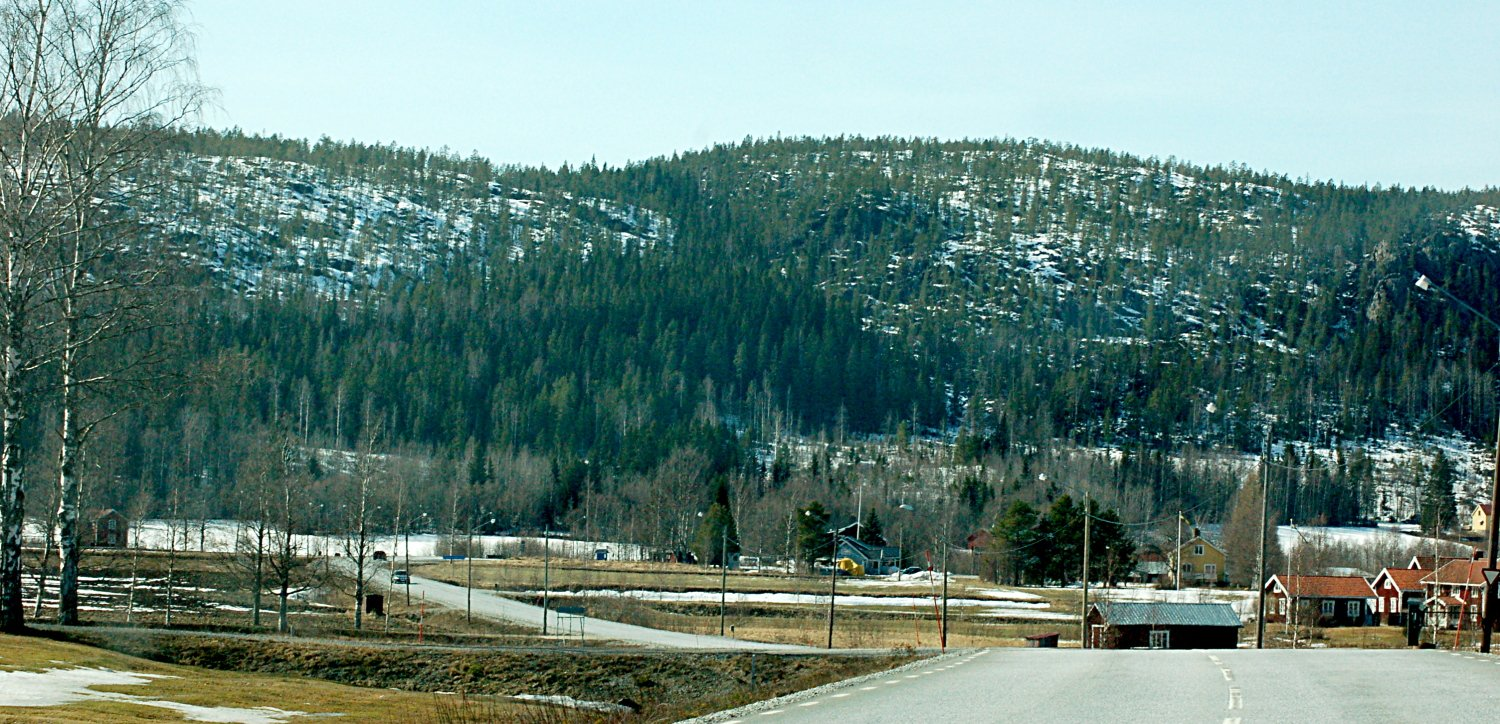
Vallberget.

Vallberget är ett 268 meter högt berg cirka 5 kilometer söder om Tavelsjö i Umeå kommun.
Vid bergets fot ligger byn Långviksvallen och Tavelsjön. På toppen finns ett utsiktstorn. Vallberget är populärt bland bergsklättrare från framförallt tidig vårvinter då det snabbt blir varmt mot den sydvända klippan.